# Regionalvertretung der Europäischen Kommission in Bonn

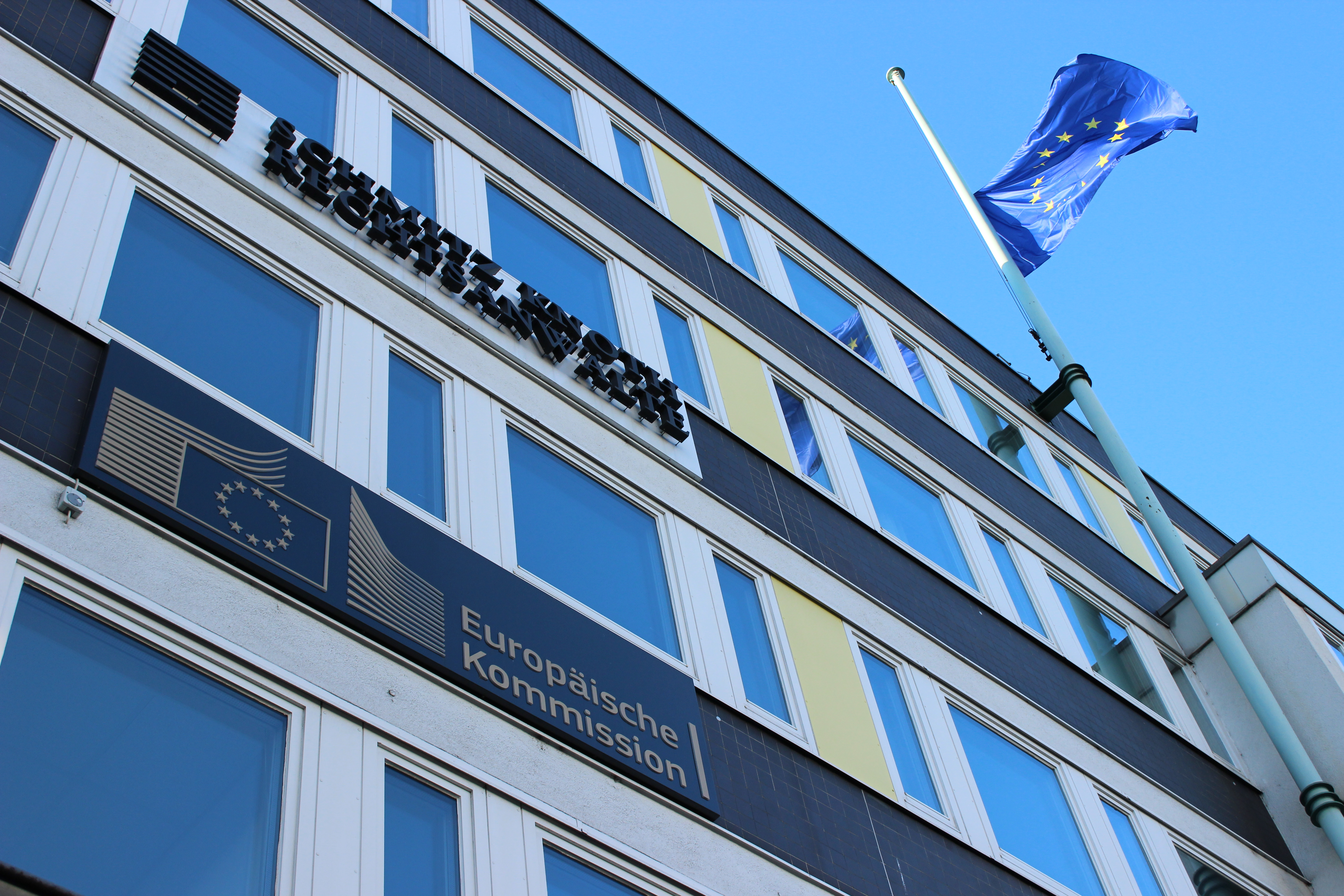
Sitz der Regionalvertretung der Europäischen Kommission in Bonn, Bertha-von-Suttner-Platz 2–4

Die Regionalvertretung der Europäischen Kommission in Bonn gehört zur Vertretung der Europäischen Kommission in Deutschland, die seit 1999 ihren Hauptsitz in Berlin hat. Eine weitere Regionalvertretung ist in München ansässig. Am 6. Februar wurde Stefan Lock zum Leiter der Vertretung ernannt.

## Geschichte
Die Vertretung der Europäischen Kommission in Bonn geht auf ein Presseverbindungsbüro der Hohen Behörde der Europäischen Gemeinschaft für Kohle und Stahl (Montanunion) zurück, die ihren Hauptsitz in Luxemburg hatte.
Das Bonner Büro nahm als erste Außenstelle der Europäischen Institutionen überhaupt am 1. März 1954 im Schulze-Delitzsch-Haus (Bonn) seine Arbeit auf. Dieses lag sehr günstig im damaligen Regierungsviertel. Geleitet wurde das Büro durch den gelernten Journalisten Karl Mühlenbach. Der Außenstelle der Montanunion in Bonn folgten Büros in Rom und Paris.
Hauptaufgabe dieser Presseverbindungsbüros war es, den Kontakt zur Presse und den verschiedenen nationalen Informationsquellen zu pflegen und zu stärken. Dazu gehörte von Anfang an ebenfalls, die Hohe Behörde über die öffentliche Meinung in Deutschland und über die Bedürfnisse der Presse, des Hörfunks und des Fernsehens zu unterrichten. In der Anfangszeit des Bonner Büros, Mitte der 50er-Jahre, wurde auch über unterschiedliche Kanäle versucht, aktiv über die Entwicklung der neuen Europäischen Gemeinschaft und darüber hinaus des Europagedankens zu informieren. Dazu gehören Pressekonferenzen, ein Informationsbrief der Europäischen Aktionsgemeinschaft und Kurzfilme, die im Rahmen der Wochenschauen im Kino gezeigt wurden. Bereits 1954 begann auch die Zusammenarbeit mit der Bundeszentrale für politische Bildung, damals noch „Bundeszentrale für Heimatdienst“.
Im Mai 2024 zog die Regionalvertretung aus ihren Räumlichkeiten am Bertha-von-Suttner-Platz aus. Der neue Sitz der Vertretung ist nun im Hochhaus des Stadtquartier Neuer Kanzlerplatz am Bundeskanzlerplatz in Bonn.

## Heutige Funktion und Aufgabe
Nach wie vor ist die Regionalvertretung Bindeglied zwischen der Europäischen Kommission und der Öffentlichkeit und sucht ständig den Dialog mit den Menschen, den Medien und der Politik in der Region. Sie betreut die Bundesländer Nordrhein-Westfalen, Rheinland-Pfalz, Hessen und das Saarland.

2016 eröffnete in Bonn ein Informationsbüro für Bürgerinnen und Bürger, der „Europa-Punkt Bonn“. Dieser befindet sich in den Räumlichkeiten der Regionalen Vertretung und ist erster Anlaufpunkt für Fragen und Publikationen zur Europäischen Union und Kommission. Zudem kann Gruppen im Europa-Punkt ein Angebot für Vorträge, Workshops und Seminare gemacht werden. Der Schwerpunkt liegt dabei auf der Wissensvermittlung besonders für junge Gruppen.

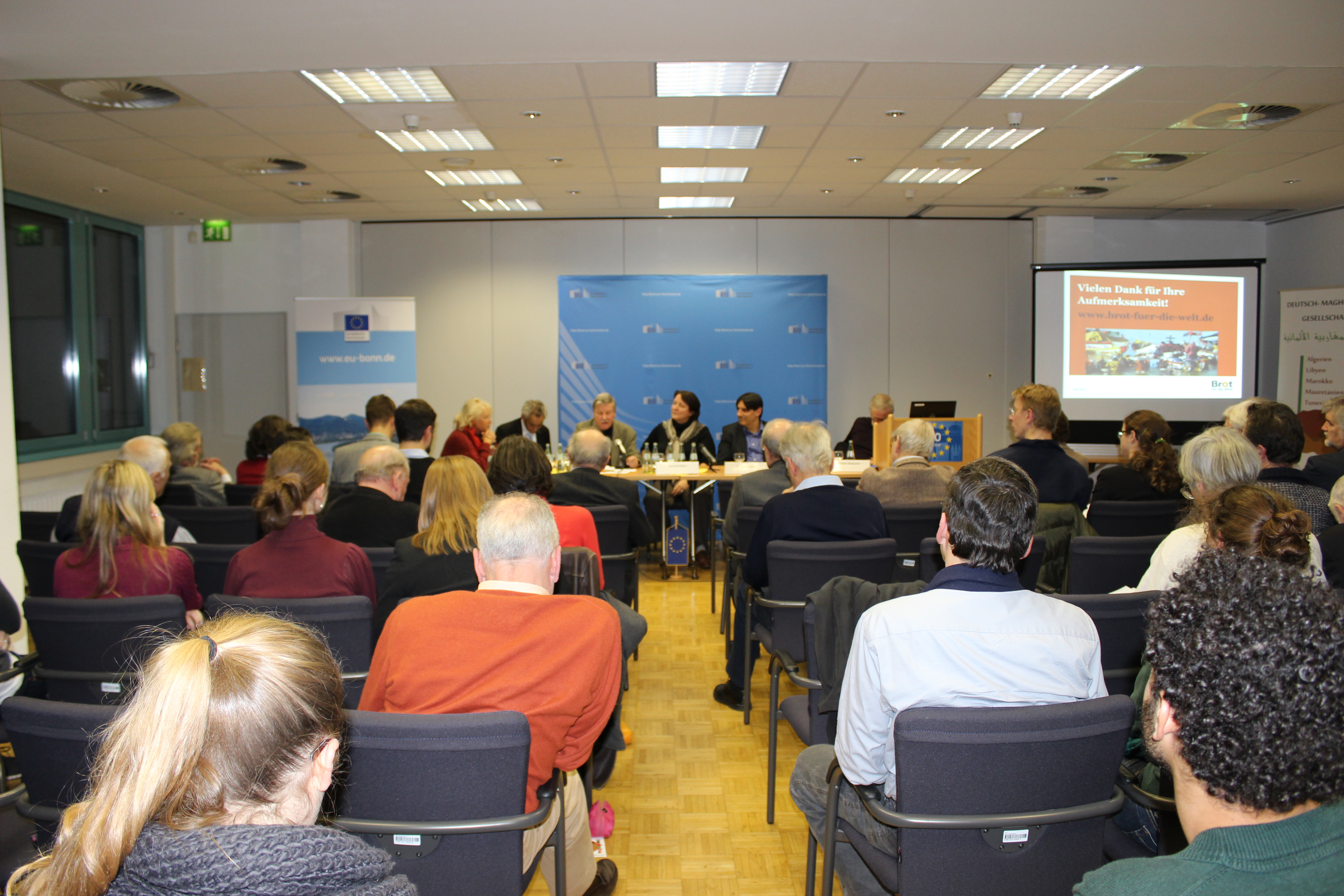
Veranstaltung EU-Fischereipolitik vor Nordwestafrika

## Strategische Partnerschaften
Auf der politischen Ebene stehen im Mittelpunkt der Tätigkeit der Vertretung die strategischen Partnerschaften mit den Regierungen der vier Bundesländer ihres Zuständigkeitsgebiets. Diese Partnerschaften dienen der Durchführung zahlreicher gemeinsamer Projekte mit den örtlichen und regionalen Verwaltungen zur Förderung des Europagedankens und des Bewusstseins dafür in der Bevölkerung. Die Zusammenarbeit mit der kommunalen Ebene und mit den Landtagen wird schrittweise ausgeweitet. Auch mit anderen Partnerorganisationen organisiert die Vertretung Veranstaltungen zu europäischen Themen, die für die Region relevant sind.
Im Jahr 2013 nahm der Landtag Nordrhein-Westfalen einen gemeinsamen Antrag aller im Landtag vertretenen Parteien an, in dem er die Einrichtung eines Informationsbüros des Europäischen Parlaments in Bonn fordert. Hintergrund ist die Tatsache, dass ein solches EP-Büro seit 1999 in Bonn nicht mehr existiert und Bonn damit eine Ausnahme ist, denn an 34 Standorten mit einer Vertretung der Kommission gibt es auch ein Informationsbüro des Parlaments. Parlamentspräsident Martin Schulz setzt sich daraufhin dafür ein, dass einem der Mitarbeiter des EP-Informationsbüros in Deutschland eine spezifische Zuständigkeit für Nordrhein-Westfalen zugeteilt wird.

## Young European Professionals
Die YEPs sind ein 2006 auf Dauer angelegtes bundesweites gemeinsames Projekt der Bundeszentrale für politische Bildung (bpb) und der Regionalvertretung der Europäischen Kommission in Bonn. Bei ihnen handelt es sich um junge Leute, die sich für europäische Themen interessieren und ihr Wissen über Europa auch an andere Jugendliche auf interaktive Art und Weise weitergeben möchten.

## Belege
1. ↑  Pressemitteilung der EU-Kommission zur Ernennung drei neuer Leitungspersonen in den Vertretungen in Berlin, München und Bonn https://germany.representation.ec.europa.eu/news/neue-leitungen-der-eu-kommissionsvertretungen-berlin-munchen-und-bonn-2024-02-06_de
2. 1 2   ,  Carnel, Sven (2014): Die Regionalvertretung der Europäischen Kommission in Bonn. 60 Jahre Präsenz der Europäischen Institutionen in der Bundesrepublik Deutschland (1954–2014). Europäische Kommission, Generaldirektion Kommunikation (Hrsg.), Bonn.
3. ↑   Service d'information (1956): Les moyens et l'action de la Haute Autorité dans le domaine de l'information, note pour Messieurs les Membres de la Commission des Affaires politiques et des Relations extérieures de l'Assemblée Commune. 19. Januar 1956. Luxemburg, S. 5.
4. ↑  WDR Lokalzeit, Tobias al Shomer: Porträt: Neuer Leiter der EU-Kommissions-Außenstelle in BonnLokalzeit (14.05.2024). In: WDR, 2024. WDR, 14. Mai 2024, abgerufen am 26. Mai 2024.
5. ↑  Kerstin Streich: Neuer Europa-Punkt in Bonn eröffnet. In: Europäische Kommission Pressedienst Bonn. 29. April 2016, abgerufen am 24. August 2018.
6. ↑  Neue EU-Anlaufstelle - „Europa-Punkt“ in der City. In: General-Anzeiger Bonn. 1. Mai 2016 (general-anzeiger-bonn.de [abgerufen am 24. August 2018]).
7. ↑  , Beschlussempfehlung und Bericht des Ausschusses für Europa und Eine Welt zu dem Antrag der Fraktion der SPD und der Fraktion Bündnis 90/Die Grünen, Drucksache 16/3224.
8. ↑  , Young European Professionals.

Koordinaten: 50° 44′ 14″ N, 7° 6′ 6,4″ O